# Llista de rius d'Ucraïna

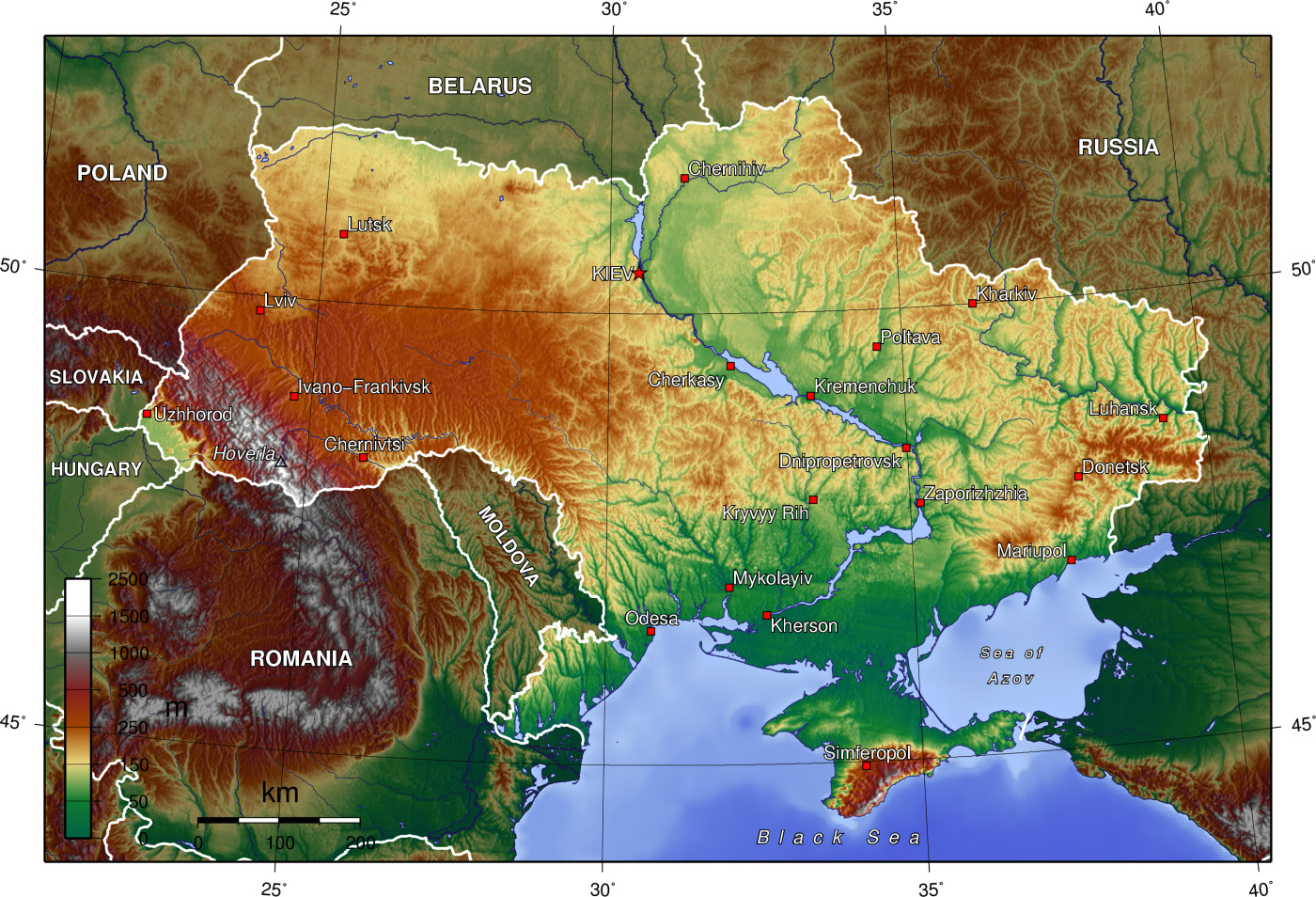
Mapa topogràfic d'Ucraïna on es poden apreciar també els rius principals (topònims transcrits a l'anglès).

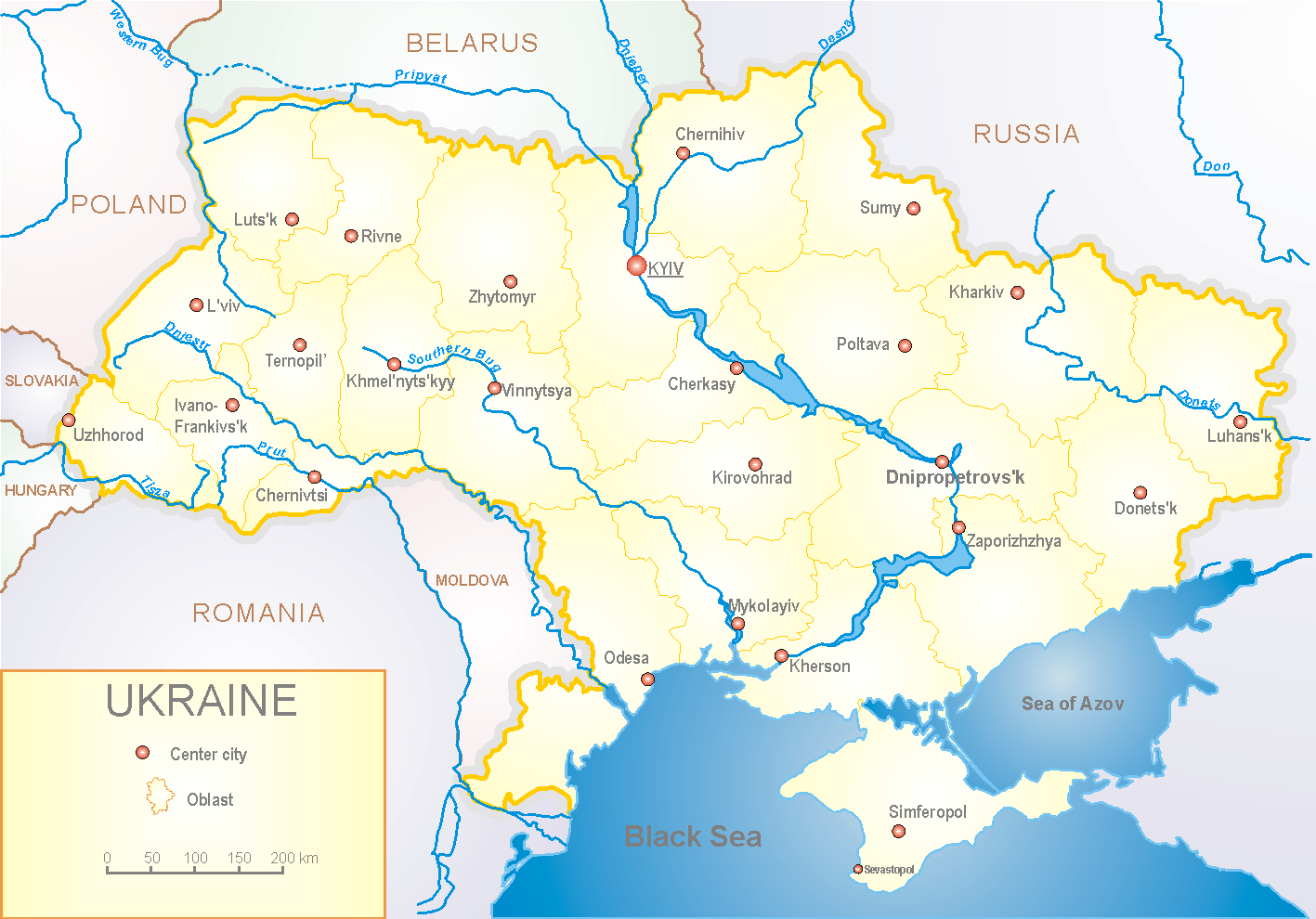
Mapa dels rius majors d'Ucraïna (en anglès)

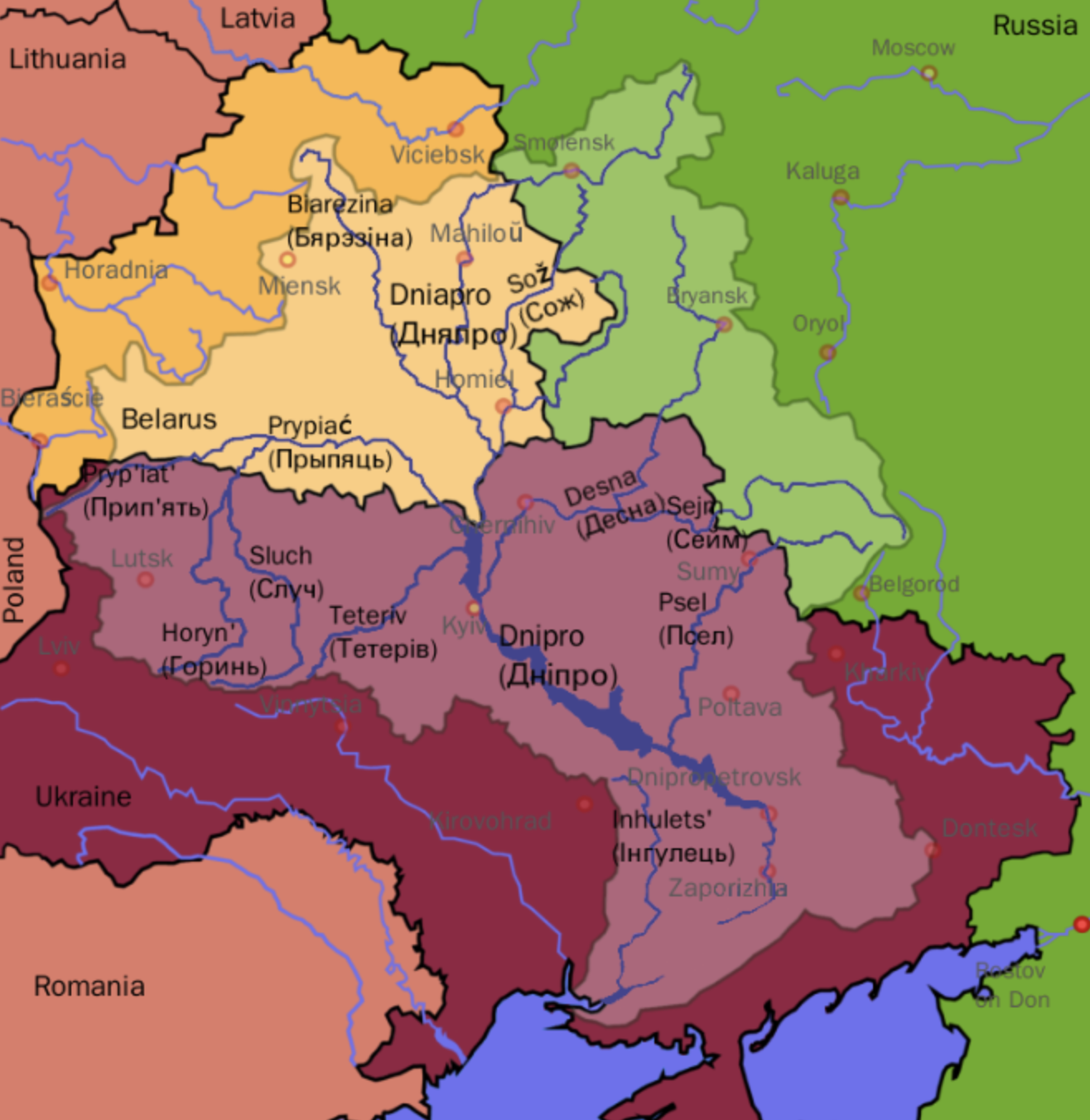
Mapa de la conca del Dniéper (en belarús, ucraïnès i anglès)

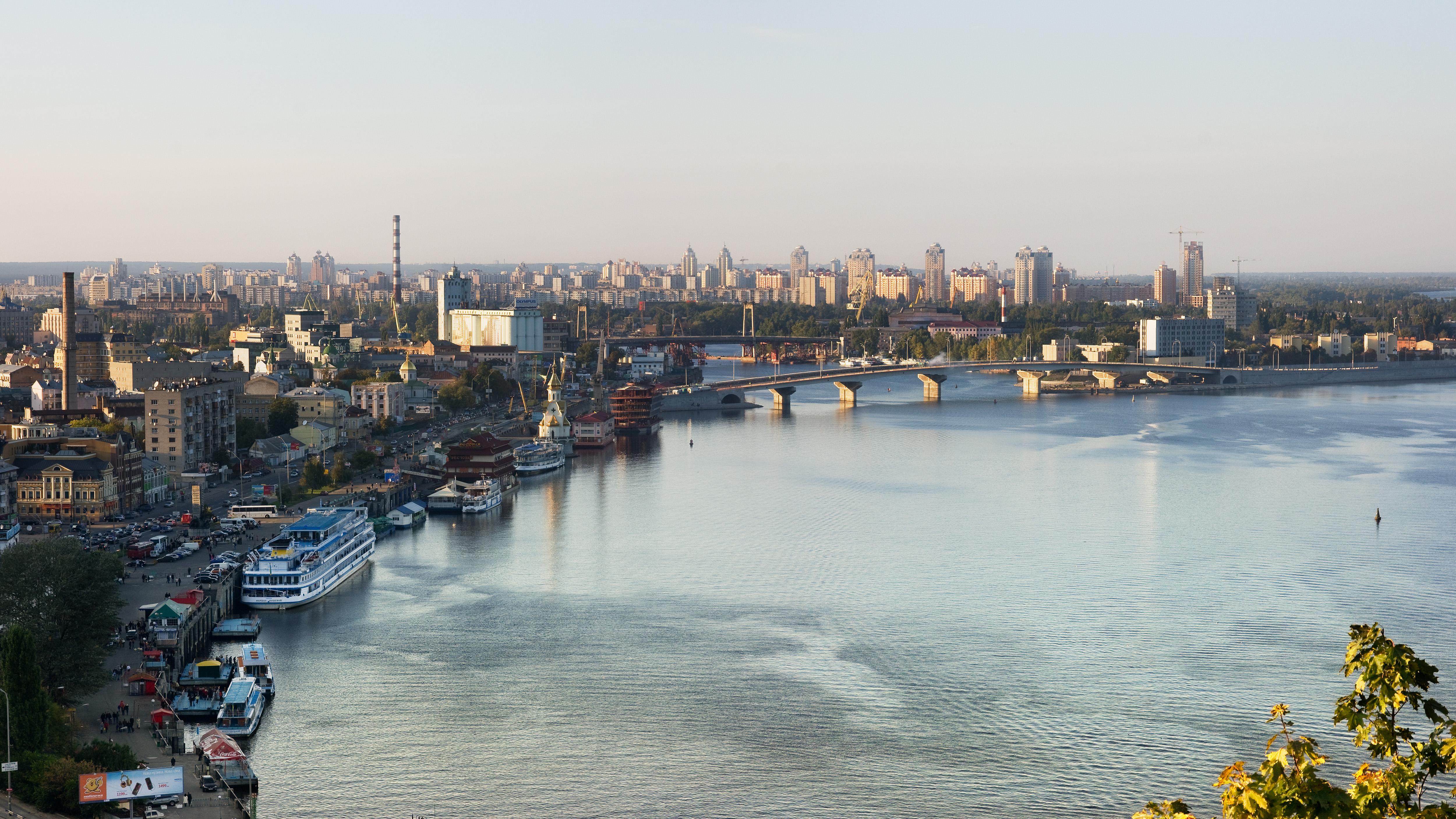
Un detall del Dniéper a Kíiv

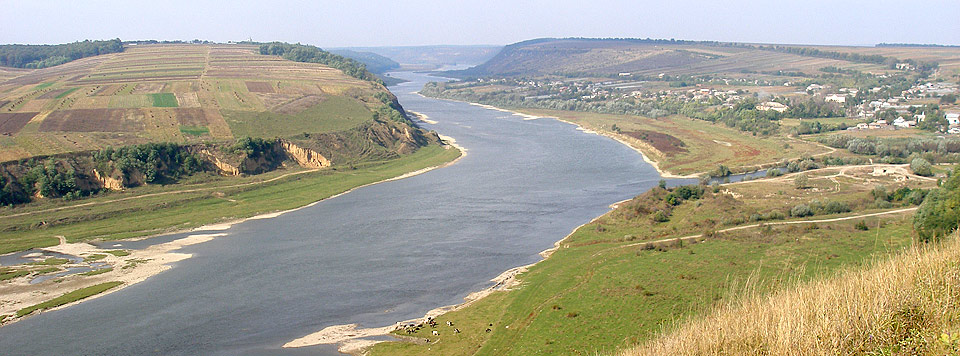
On el Seret desemboca al Dnièster.

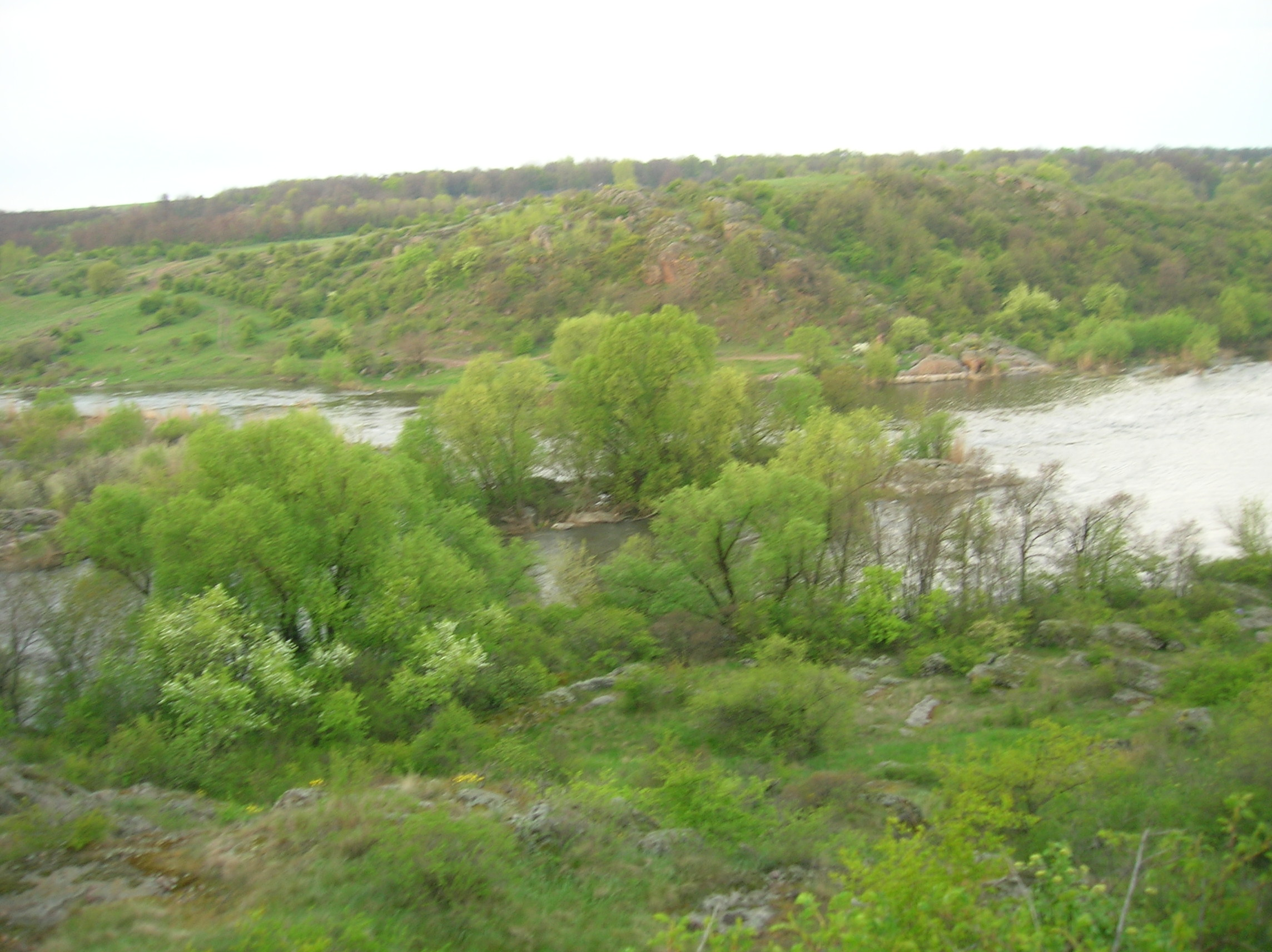
El Buh Meridional al seu pas pel poble de Myheia, a la província de Mikolaiv

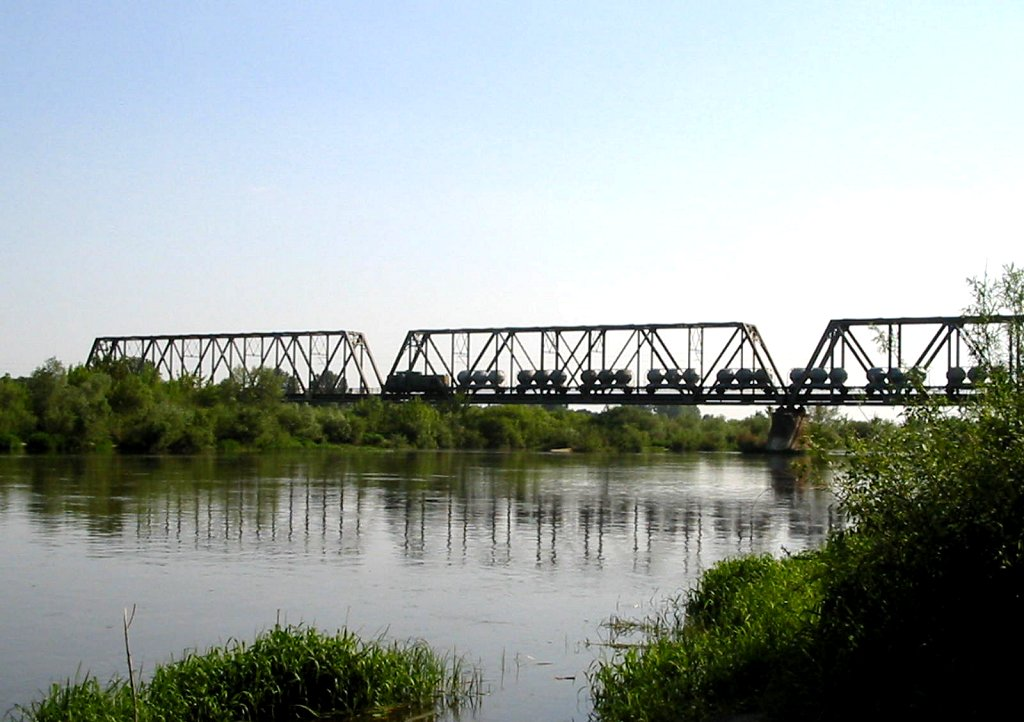
Pont ferroviari sobre el Buh Occidental a Wyszków, Polònia.

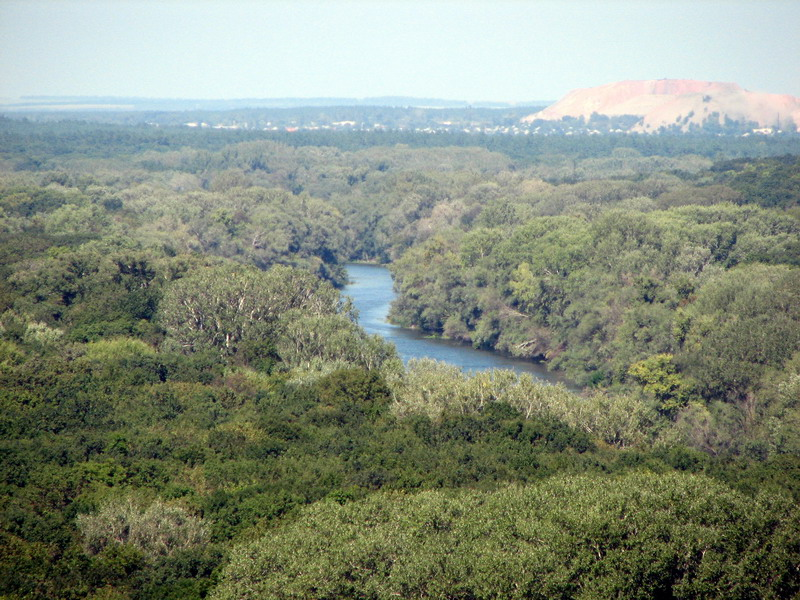
Vista general del Síverskyi Donets prop del poble de Xypylivka, óblast de Luhansk.

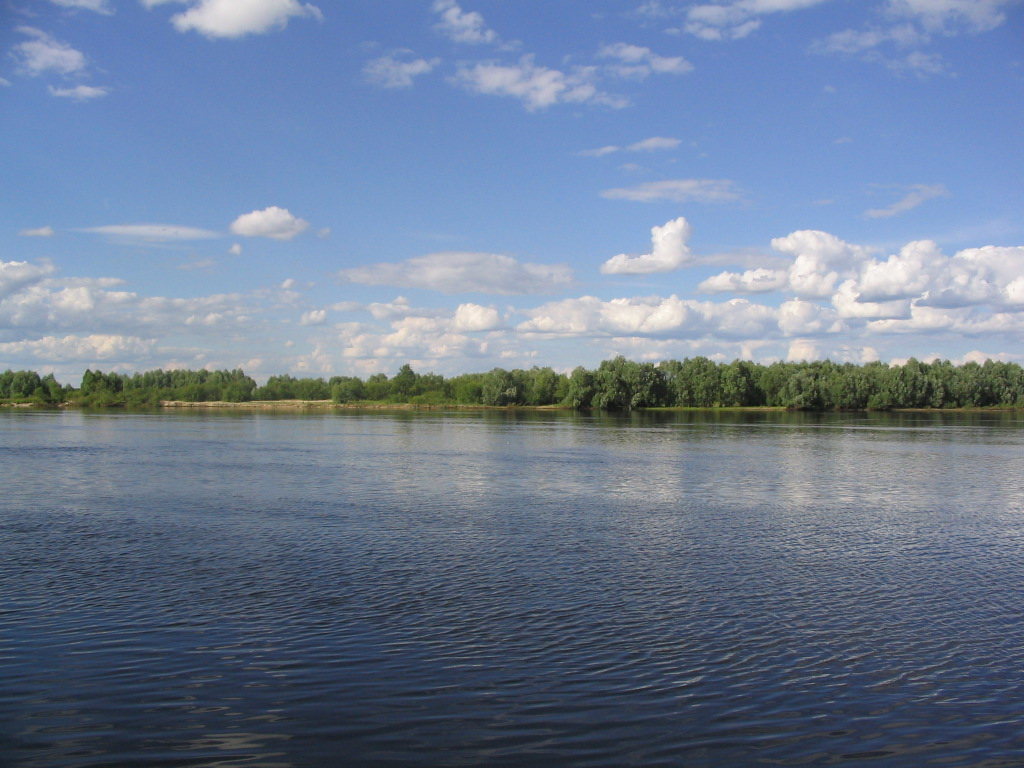
El Prýpiat vora la ciutat de Mózyr o Mazyr, Belarús

El riu Stri, a la província de Lviv

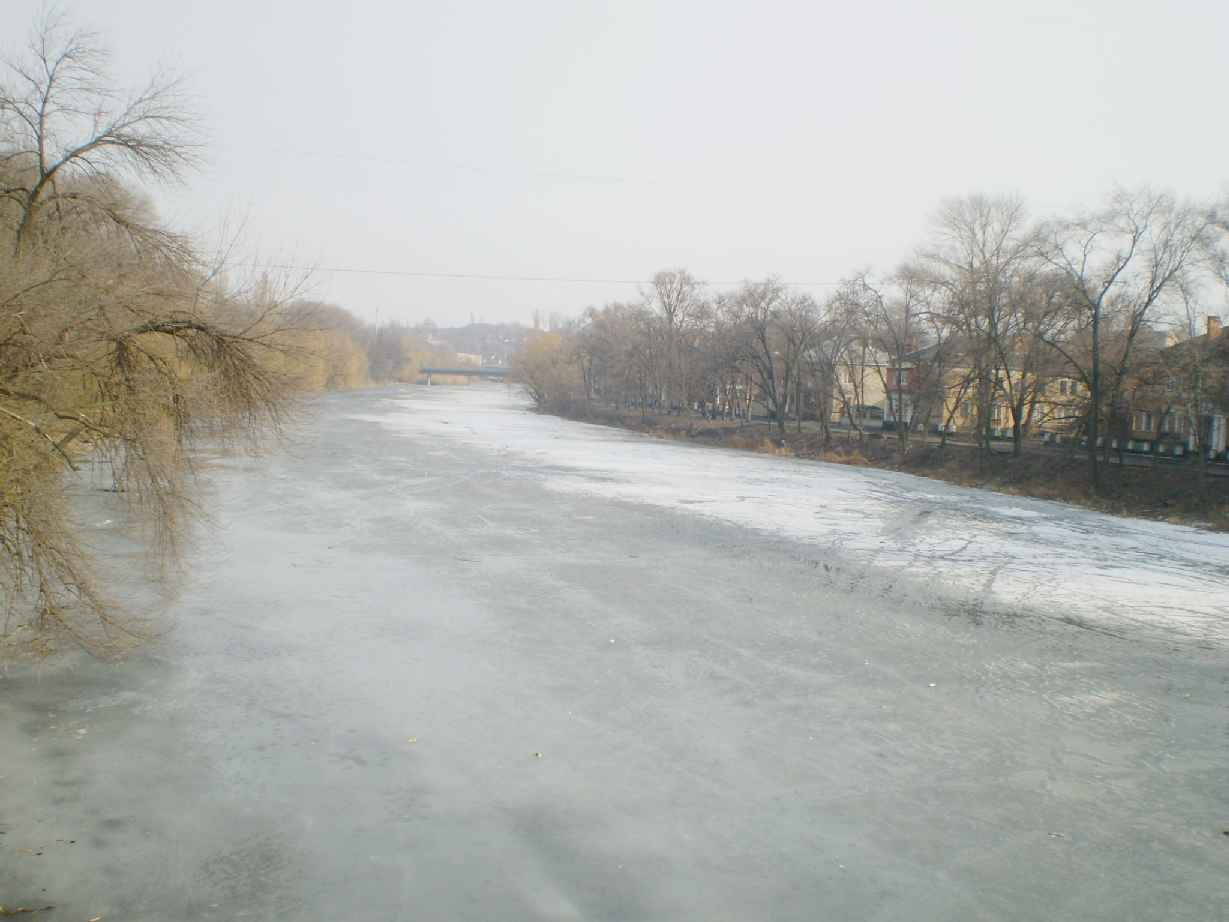
El riu Inhulets al seu pas per Kriví Rih, província de Dnipropetrovsk, a l'hivern

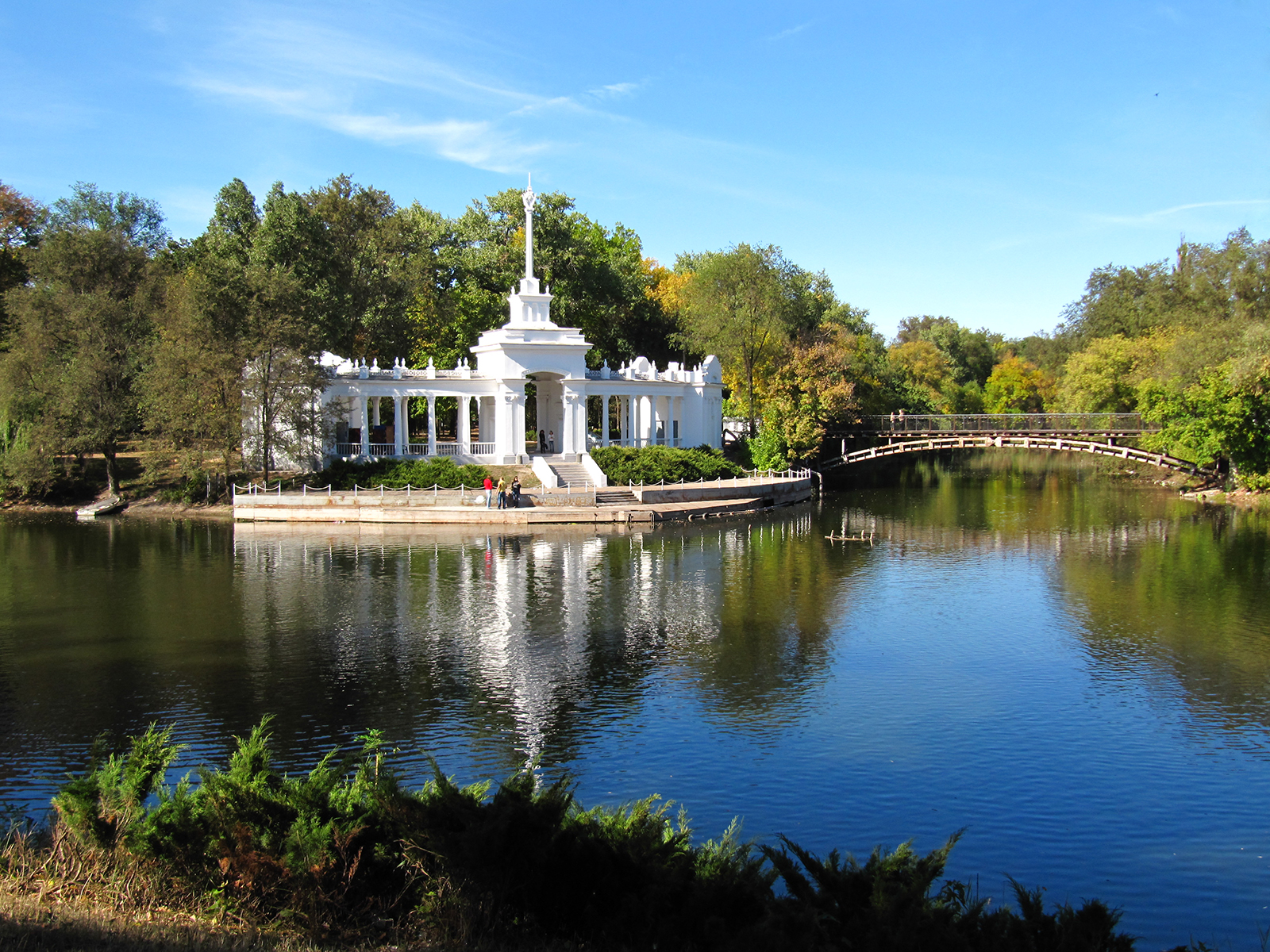
Moll o "parada" de transbordador a Kriví Rih, a l'aiguabarreig del Saksahan (Саксагань) amb l'Inhulets (Інгулець).

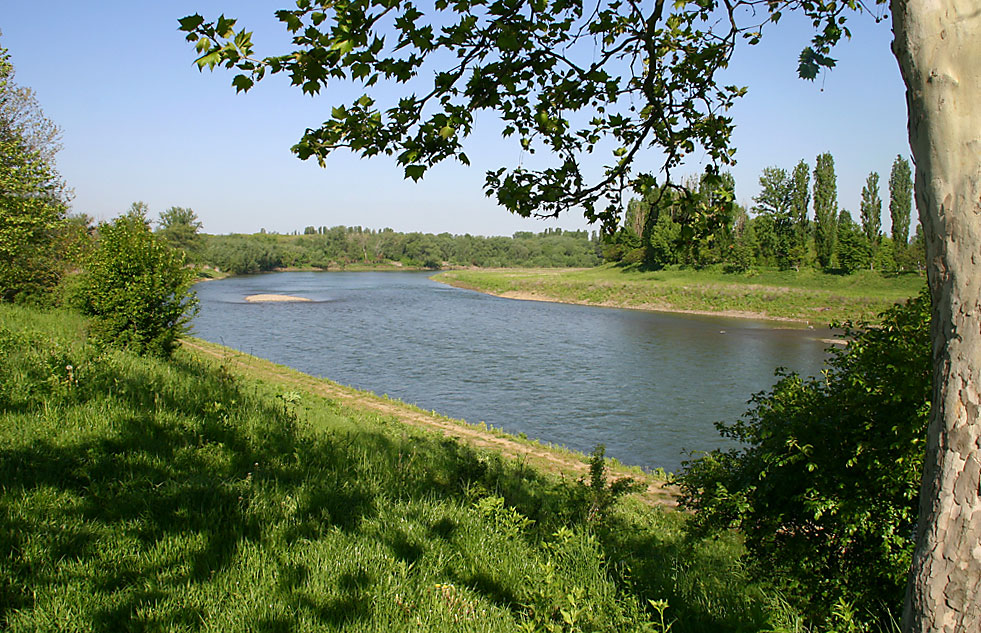
Riu Uj (tributari del Làborets) prop d'Újhorod, Transcarpàcia

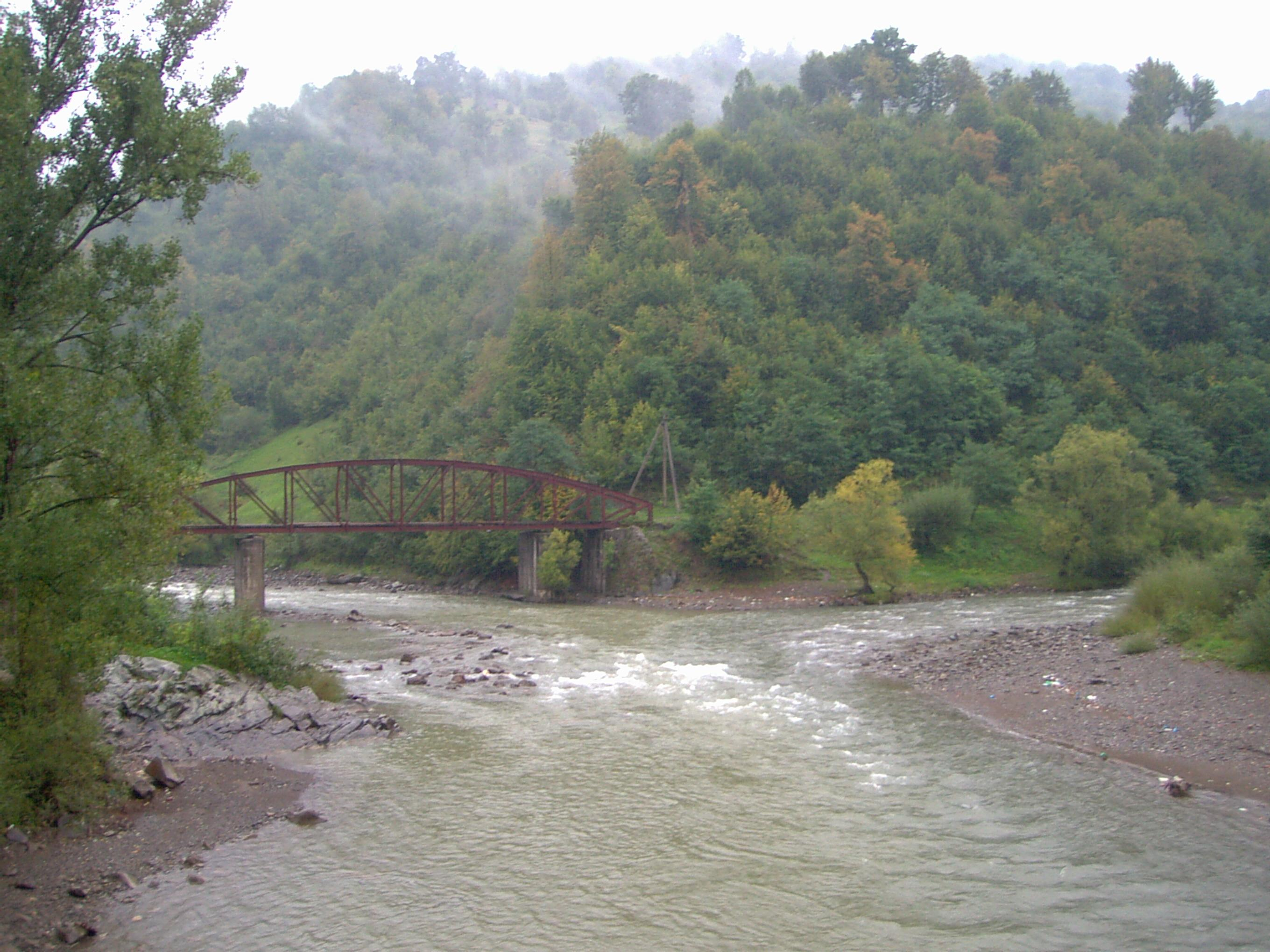
El Tisza o Tyssa al seu naixement, l'aiguabarreig del Tyssa Negre i el Tyssa Blanc, prop de Ràkhiv, Transcarpàcia, Ucraïna

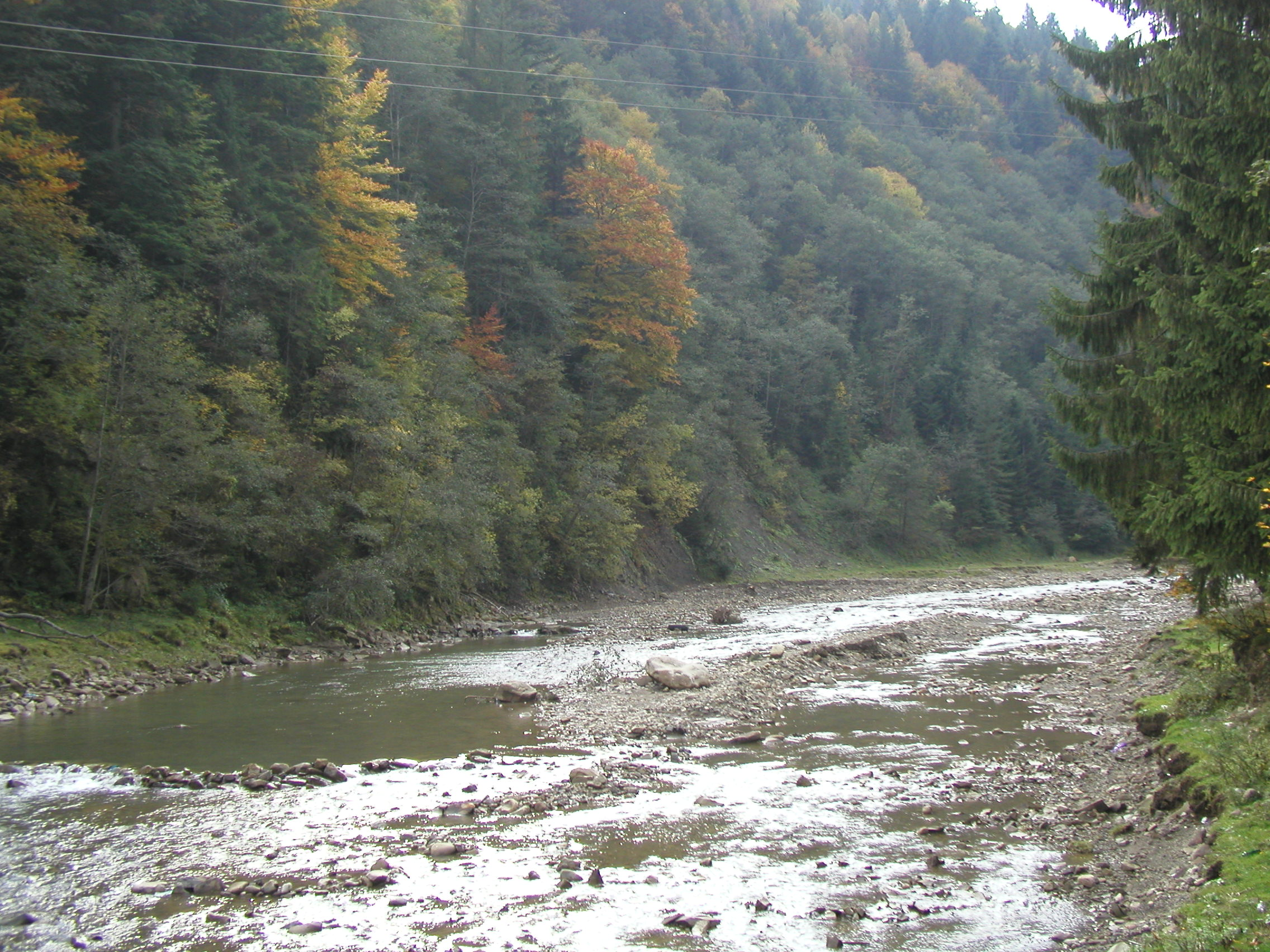
El Prut a prop del poble de Tatàriv, a la regió històrica de Hutsúlsxyna.

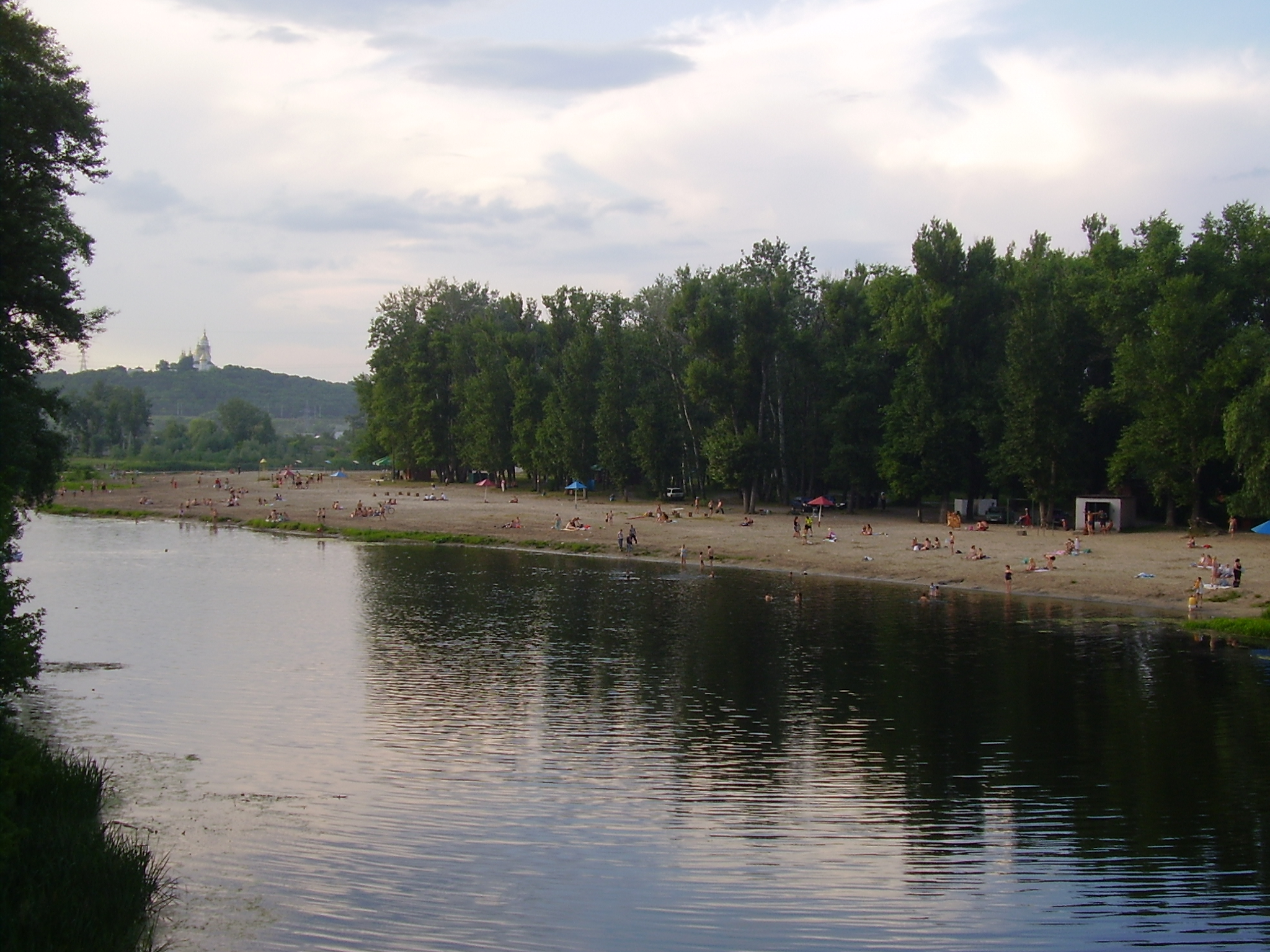
El riu Vorskla al seu pas per Poltava.

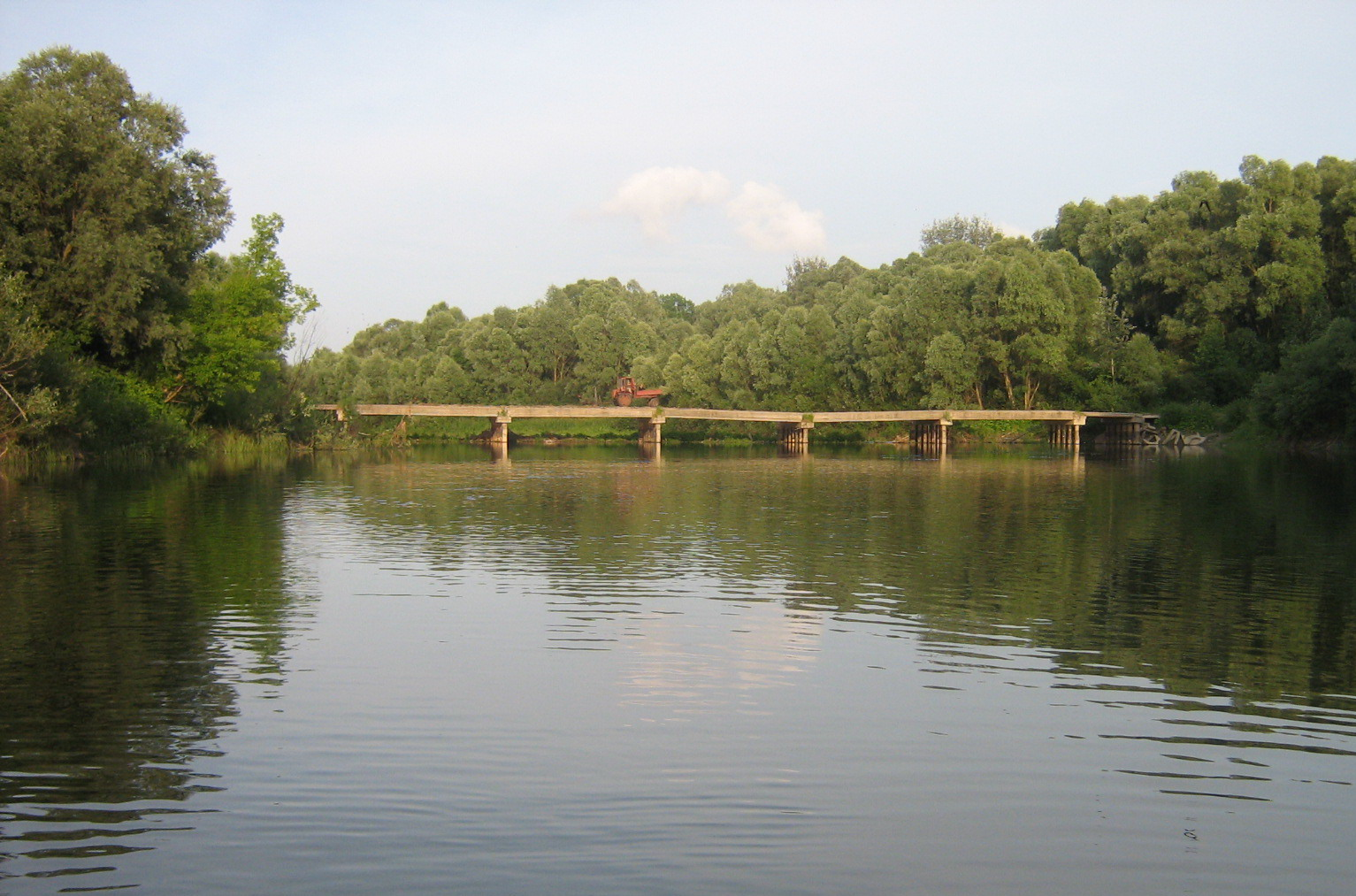
Pont de ciment sobre el riu Seim al poble de Jytxký (Хижки́), província de Sumi.

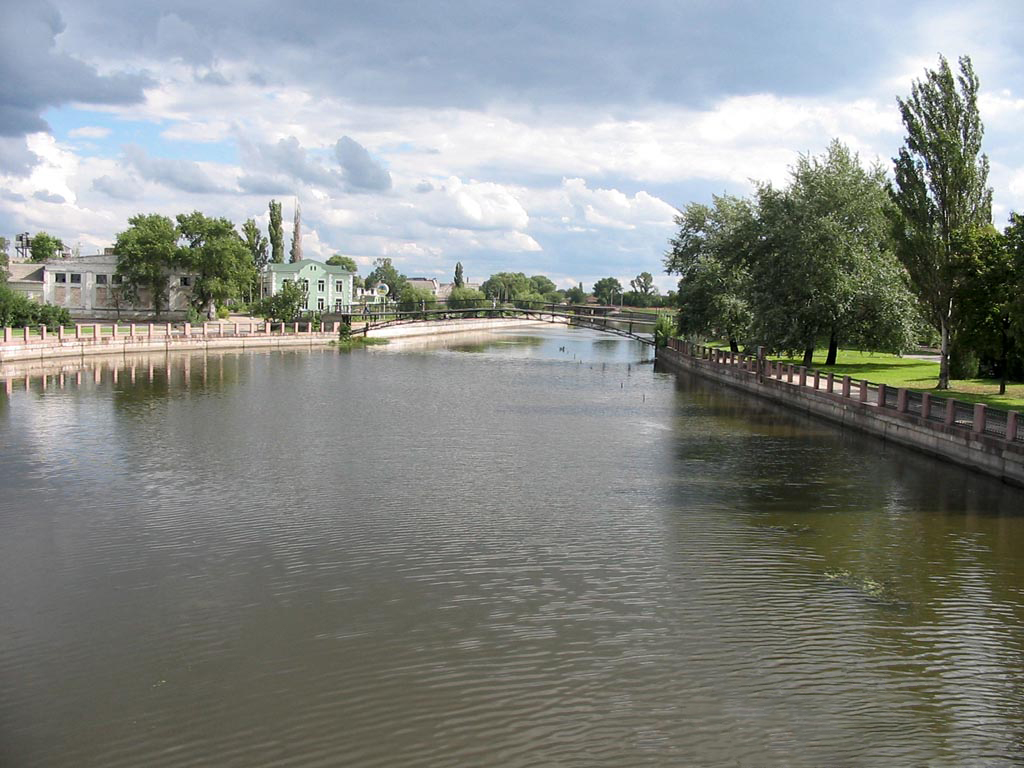
El riu Inhul al seu pas per Kirovohrad, a la província de Kirovohrad.

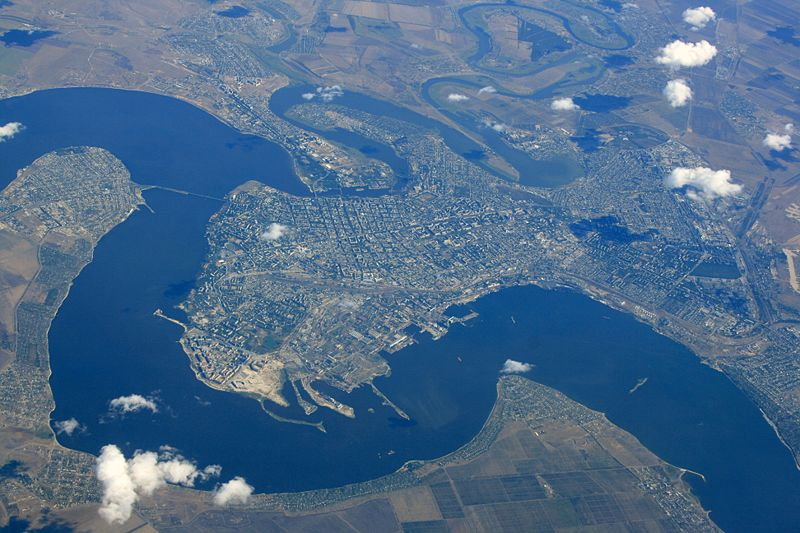
La confluència del riu Inhul amb el Buh Meridional a Mikolaiv, província de Mikolaiv.

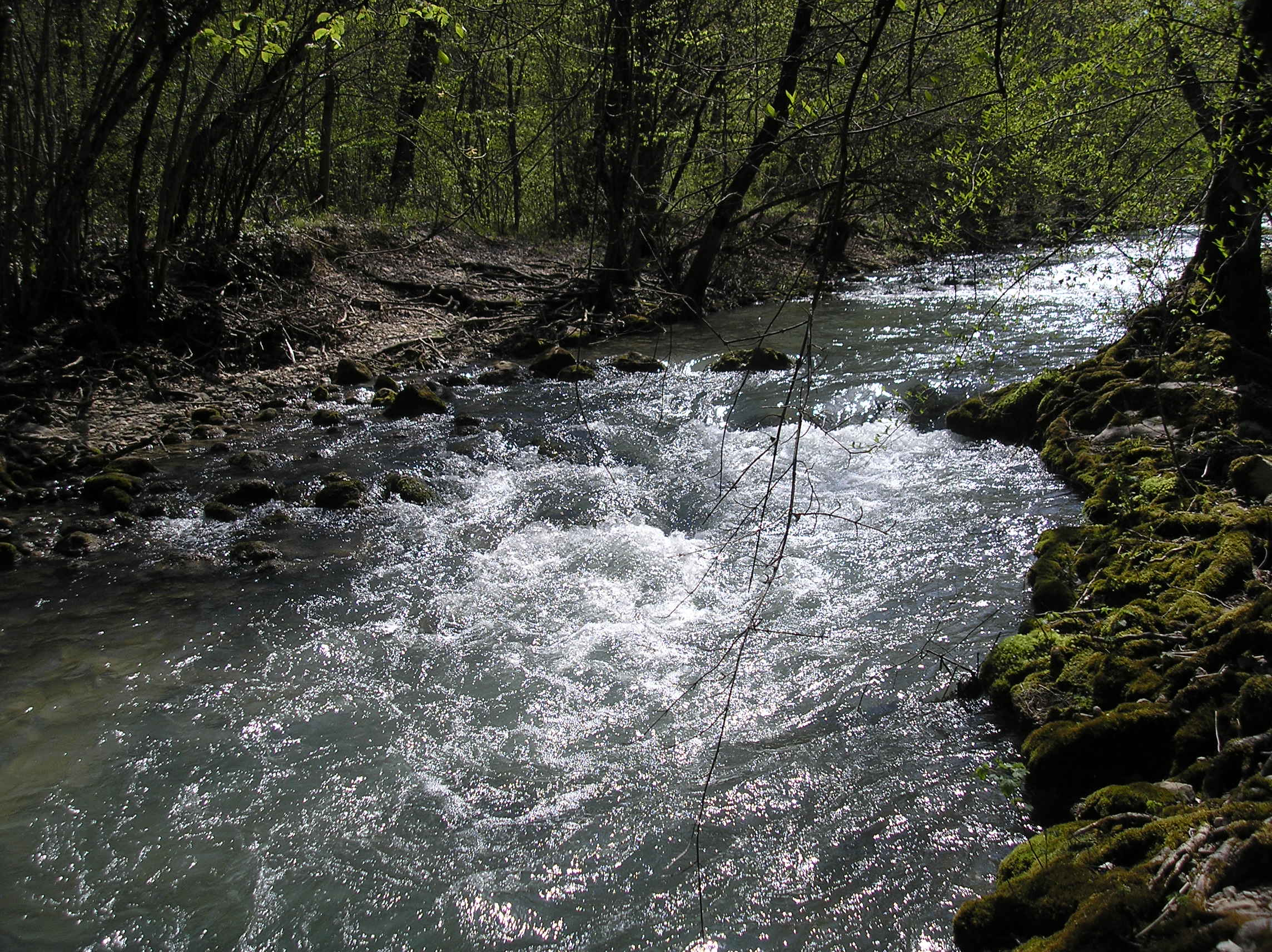
Curs mitjà del riu Txorna, baixant de les Muntanyes de Crimea.

Vegeu també la Categoria:Rius d'Ucraïna i l'article Rius més llargs d'Ucraïna
Aquesta és una llista no-exhaustiva de rius d'Ucraïna, per conca i agrupant tributaris. També conté informació sobre embassaments i centrals hidroelèctriques a Ucraïna.
Els rius Dnièster, Buh Occidental (Zàkhidnyi Buh o simplement Buh) i el Buh Meridional (Pivdennyi Buh) irriguen la regió oest; el Dniéper el centre i el riu Síverskyi Donets (o Donets) -afluent del Don (a Rússia)- a l'est. A la conca del riu Donets s'hi pot trobar activitat minera de ferro, carbó i altres en menor quantitat, i industrial. Els rius que desemboquen a la mar Negra o a la d'Azov sovint formen estuaris de tipus liman.
Vegeu un mapa hidrogràfic d'Ucraïna (en ucraïnès); les línies fines puntejades mostren les divisions de conques.

## Rius principals (conca de lamar Negra)
Alguns dels rius més importants que banyen el territori ucraïnès són:
- Dnipró o Dniéper (ucraïnès: Дніпро́, Dnipró; belarús: Дняпро, Dniapró; rus: Днепр, Dnièper, tàtar de Crimea: Özü, 2201 km), neix a Rússia, i travessa Belarús i Ucraïna abans de desembocar al seu liman de la mar Negra a l'óblast de Kherson.
- Dnister o Dnièster (Дністе́р, Dnister; anomenat Днестр, Dnièster, en rus 1362 km), travessa Ucraïna i Moldàvia abans de desembocar a la mar Negra.
- Buh Meridional o Pivdennyi Buh o Boh (Півде́нний Буг, 806 km) - Tot ell dins d'Ucraïna, desemboca a la mar Negra.
- Danubi (Дуна́й, Dunái, en ucraïnès, 2860 km) - una part de la desembocadura (a la mar Negra) es troba a Ucraïna.

### Tributaris delDniéper
El riu Dniéper té molts tributaris, alguns dels més importants dels quals anomenarem a continuació, en seqüència orogràfica (D = afluent que entra pel marge dret; E = afluent que entra pel marge esquerre):
- (Druts o Drut (D) - belarús: Друць, a Belarús.)
- (Biarèzina o Berezinà (D) - belarús: Бярэ́зіна, a Belarús.)
- (Soj (E) - belarús i rus: Сож, a Belarús i Rússia.)
- Riu Prípiat o Prípiats (ucraïnès: При́п'ять, Prípiat, belarús: Пры́пяць, Prípiats, D, 775 km), compartit amb Belarús, passa per la ciutat abandonada del mateix nom. (Vegeu Prípiat, Txornòbil i Accident de Txernòbil.)
- Tèteriv (ucraïnès: Те́терів, D, 365 km), travessa les óblasts de Jitómyr i Kíiv.
- Irpín (ucraïnès: Ірпі́нь, D, 162 km)
- Riu Desnà (ucraïnès: Десна́, E, 1130 km, 591 a Ucraïna). Aquest afluent esquerre del Dniéper neix a Rússia, a l'altiplà de Smolensk, i passa per les óblasts russes de Smolensk i Briansk, i després les óblasts ucraïneses de Txerníhiv i Kíiv. Desemboca al Dniéper a l'altura de la ciutat de Kíiv. El nom vol dir "mà dreta", tant en ucraïnès antic o antic eslau oriental, com en ucraïnès modern).
- Stuhna (ucraïnès: Стугна, D, 68 km)
- Trubij o Trubailo (ucraïnès: Трубі́ж, Труба́йло, E, 113 km)
- Riu Ros′ (Рось, D, 346 km), tributari dret del Dniéper, neix al poble d'Ordyntsi (Ординці), província de Vínnitsia, i travessa també les óblasts de Kíiv i Txerkassi abans de desembocar a l'embassament de Krementxuk.
- Tiasmýn (Тясмин, D, 161 km)
- Supíi (Супій, E, 130 km)
- Riu Sulà (Сула́, E, 310 km), neix al poble de Sulà, a la província de Sumi, i travessa també la província de Poltava abans d'entrar a l'embassament de Krementxuk (Кременчу́к).
  - El riu Udai (Уда́й, D, 327 km) és, al seu torn, tributari del riu Sulà.
- Riu Psel, Psiol o Pslo (ucraïnès: Псел, Псьол, Псло, Psel, Psiol, Pslo; rus: Псёл, Psiol; E, 717 km, 502 pel territori d'Ucraïna), neix a l'oblast de Bélgorod, Rússia, i passa per les óblasts de Sumi i Poltava a Ucraïna. Desemboca al Dniéper a Kremetxuk (Кременчу́к).
- Vorskla (ucraïnès i rus: Во́рскла, E, 464 km, 336 a Ucraïna), tributari esquerre del Dniéper, neix a l'oblast de Bélgorod, Rússia, i passa per les óblasts de Sumi i Poltava, a Ucraïna. Desemboca al Dniéper prop del poble de Svitlohirske (Світлогі́рське).
- Orill (ucraïnès: Оріль, E, 346 km)
- Samara o Samar (Сама́ра, Самар, Самарь, Samara, Samar, Samar', E, 311 km), neix a l'óblast de Donetsk i travessa també les óblasts de Khàrkiv i Dnipropetrovsk
- Kinska, Kinka, Konka o Yilki Su (ucraïnès: Кінська, Кінські води, Кінка, Конка; tàtar de Crimea: Yilki Su, que vol dir "Aigua de cavalls feréstecs", E, 149 km)
- Bilozerka (ucraïnès: Білозе́рка, E)
- Bazavluk (ucraïnès: Базавлук, D, 150 km)
- Riu Inhulets o Petit Inhul (Інгуле́ць o Ма́лий Інгу́л, Malyi Inhul, D, 549 km). Afluent dret del Dniéper, passa per Oleksandria (Олександрія), Kriví Rih (Кривий Ріг), província de Dnipropetrovsk, i per la ciutat d'Inhulets (Інгулець), el poble d'Inhulets i el poble de Snihúrivka (Снігурівка).

#### Tributaris delDesnà(conca del Dniéper)
- Riu Seim (Сейм, 717 km) - neix a l'óblast de Kursk, a Rússia i passa per Ucraïna, on desemboca al Desnà. Travessa la ciutat de Baturin, a la província de Txerníhiv. Afluent esquerra i més important del Desnà.
- Riu Oster (Осте́р, 199 km) - Neix a la província de Txerníhiv, afluent esquerra del Desnà.
- Riu Snov (Снов, 233 km) - Neix a l'óblast de Briansk, a Rússia. El Snov sol congelar-se entre el novembre i el gener, i no li arriba el desgel fins al març o abril.
- Riu Úbid (У́бідь, 106 km) - Neix a la província de Txerníhiv, afluent dret del Desnà.

#### Tributaris delPrípiat(conca del Dniéper)
- Riu Horýn o Harýn (belarús: Гары́нь, Harýn; ucraïnès: Гори́нь, Horýn, 659 km, 82 dels quals a Belarús), afluent dret del Prípiat que neix a Ucraïna, a la província de Ternòpill, passa per les de Khmelnitski i Rivne abans d'entrar a Belarús, al vóblasts de Brest (Брэсцкая вобласць, Brestskaia vóblasts, també Берасьце́йская во́бласьць, Berastséiskaia vóblasts) 
  - Riu Slutx (Случ, 451 km). Tributari dret del Horýn, neix al poble de Txervonnyi Slutx (Червоний Случ, "Slutx Vermell") a la província de Khmelnitski i desemboca prop del poble de Veliun (Велюнь), província de Rivne.
- Riu Styr (Стир, D, 494 km, 445 dels quals dins Ucraïna). Afluent del Prípiats, neix al poble de Dub'ie (Дуб'є), província de Lviv i passa per les ciutats de Berestetxko, Lutsk i Kuznetsovsk, entre d'altres. Travessa les óblasts de Lviv, Volýn i Rivne abans de passar a Belarús, vóblasts de Brest.
  - riu Ikva (Іква, 155 km). Passa per la ciutat de Dubno, a la província de Rivne. No s'ha de confondre amb l'afluent homònim del Buh meridional.
- Riu Uj (Prípiat) o Uixa (Уж, Уша, 256 km). Tributari dret del Prípiat, travessa l'oest de la regió històrica de Políssia, ara les óblasts de Jitòmir i Kíiv, i irriga la ciutat de Korosten (Коростень), a l'óblast de Jitòmir. No s'ha de confondre amb el riu Uj a la Transcarpàcia i Eslovàquia.

### Tributaris delDnister
En ordre orogràfic (?) del naixement fins a la desembocadura (afluents que entren per l'esquerra porten una E, els de la dreta van marcades amb D, i la llargada en quilòmetres també és indicada quan se sap).
- Stri (Стрий, D, 230 km) - afluent dret del Dnister a la província de Lviv. Neix als Carpats, a la muntanya de Iavornyk (Яворник), als Beskydy i desemboca al Dnister entre les ciutats de Khódoriv (Хо́дорів) i Jidàtxiv (Жида́чів).
- Nejukhivka (Нежухівка, D)
- Svitxa (Свіча, D, 107 km), neix a l'óblast d'Ivano-Frankivsk, al massís dels Gorgan·y (Ґорґа́ни), als Carpats.
- Límnitsia, també Lòmnytsia (Лі́мниця, Ло́мниця, D, 122 km), neix al mont Buxtul (Буштул), també al massís dels Gorgan·y (Ґорґа́ни).
- Lukva (Луква)
- Bystrýtsia (Бистри́ця, D, 17 km), neix de la confluència de tres rius, el més llarg, el Bystrýtsia Nadvirianska (Бистриця Надвірнянська), de 94 km.
- Hnylà Lypa (Гнила́ Ли́па, "Til·ler Podrit" o "Tell Podrit", E, 87 km), neix al poble de Lypivstsi (Липівці).
- Zolotà Lypa (Золота́ Ли́па, és a dir, "Til·ler" o "Tell d'Or", E, 85 km). Passa per la ciutat de Berejany (Бережа́ни, pronunciat Berejan·y, on la "n" i la "y" són dues lletres diferents, pronunciades per separat).
- Russava (Русава, E, 78 km)
- Strypa (Стри́па, E, 135 km)
- Djuryn (Джурин, E, 51 km), conegut per les seves cascades, passa per la província de Ternòpill.
- Seret (Сере́т, E, 242 km). Passa per les ciutats de Txortkiv (Чортків) i Ternópill, i també els "assentaments de tipus urbà" de Velyka Berezòvytsia (Велика Березовиця), Mykúlyntsi (Мику́линці) i Zaliztsi (Залізці) a la província de Ternópill, com també per la província de Lviv. Desemboca al Dnister prop del poble de Horodok (Городок). (No s'ha de confondre amb el riu Siret, que a vegades també es diu Seret (Сірет, Серет), un afluent esquerre del Danubi, ni amb el riu homònim però més petit, de la província de Lviv, afluent del Pobuk i que passa pel poble de Drohòbytx, Дрогóбич).
- Nitxlava (Нічлава, E, 83 km)
- Zbrutx (Збруч, E, 247 km). El 1848, vora el riu es va trobar una escultura en forma de columna amb un cap de 4 cares, que es va anomenar l'ídol del Zbrutx. Representa una deïtat eslava i data del segle IX.
- Smòtrytx (Смо́трич, E, 169 km)
- Studènytsia (Студе́ниця, E, 85 km)
- Úixytsia (У́шиця, E, 122 km), passa pel poble de Zínkiv (Зі́ньків), (província de Khmelnitski), famós pel seu pa negre i els seus embotits.
- Murafa (Мура́фа, E, 163 km)
- Iahorlyk (Ягорли́к, E, 73 km)
- Răut o Réut (romanès: Răut; jiddisch: רעװעט, transcrit: révet; ucraïnès: Реу́т o Ре́ут, transcrit: Réut o Reüt; D, 286 km), banya el territori de Moldàvia, passant per Bălţi, Orhei i Floreşti.
- Riu Bîc o Bîcul (moldau o romanès: Râul Bîc o Bîcul; ucraïnès: Бик, Byk, D, 155 km) és un riu a Moldàvia, afluent dret del Dnister.
- Kutxurhan (Кучурган, E, 109 km)
- Stryvíhor o Strwiąż (ucraïnès: Стриві́гор; polonès: Strwiąż, pronunciat Strviaj, E, 94 km). Neix a Polònia, als Beskids Centrals, i banya els territoris de Polònia i Ucraïna.
- Veresxýtsia (Верещи́ця, E, 92 km), neix als pujals de Roztòtxia (ucraïnès: Розто́ччя; polonès: Roztocze), a la província de Lviv. Banya els territoris d'Ucraïna i Moldàvia.
- Jvàntxyk (Жванчик, E, 107 km), neix al poble de Klynove (Клинове)
- Liadva (Лядва, E)

### Tributaris delBuh Meridional
Els afluents del Pivdennyi Buh estan en ordre orogràfic des de l'origen fins a la desembocadura (afluents que entren des de l'esquerra marcats amb E, els de la dreta, amb D):
- Ploska (Плоска, D), que vol dir "plana", que entra al Buh M. a Khmelnitski
- Bujok (Бужок, E), el "petit buh", que s'ajunta am el Buh M. a Medjýbyj
- Vovk (Вовк, D), que es tradueix com a "llop",, entra al Buh M. a Letýtxiv (Лети́чів)
- Ikva (Іква, E), entra al Buh M. a Khmilnyk
- Savran o Savranka (Саврань, Савранка, D), que entra al Buh M. prop del municipi de Savran, després de Haivoron
- Zhar (Згар, D), entra al Buh M. a Vínnytsia
- Riv (Рів, D), entra al Buh M. a Hnívan
- Synnýtsia (Сини́ця, D, 79 km)
- Sob (Соб, E), entra al Pivdennyi Buh a Ladýjyn
- Kodyma (Кодима, D), que entra al Buh M. a Pervomaisk.
- Syniukha (Синюха, E, 111 km), neix de l'aiguabarreig del Velyka Vys (Велика Вись, "Gran Vys") i el Tikytx (Тікич), flueix per les óblasts de Kirovohrad i Mikolaiv. S'ajunta al Buh M. també a Pervomaisk.
  - Velyka Vys (Велика Вись, "Gran Vys", 166 km), afluent del Syniukha.
  - Tíkytx (Ті́кич), afluent del Syniukha que neix de la confluència dels Hirskýi i Hnylýi Tíkytx.
    - Hirskýi Tíkytx (Гірськи́й Ті́кич, el "Tíkytx Muntanyós" o de muntanya)
    - Hnylýi Tíkytx (Гнили́й Ті́кич, el "Tíkytx Podrit" o de terra baixa)
- Hnylýi Ialanets (Гнилий Яланець, el "Petit Ialan Podrit", E), entra al Buh M. a Troitse, abans de Nova Odessa
- Mertvovid o Mertvovod (Мертвовід o Мертвовод, E, 114 km), el seu nom vol dir "aigües mortes", entra al Buh M. prop de Voznessensk
- Txytxykliia (Чичиклія, D), entra al Buh M. després de Biloúsivka, a Liubàixivka (Любашівка)
- Inhul (Інгул, E), que entra al Buh M. a Mikolaiv

### Tributaris delDanubi/Conca del Danubi
Els afluents importants del Danubi que passen per Ucraïna són:
- Tyssa o Tisza (hongarès: Tisza; romanès, serbi i eslovac: Tisa, ucraïnès: Тиса, Tyssa, 966 km) - neix a Transcarpàcia, afluent esquerra del Danubi. Més precisament: neix a l'aiguabarreig dels rius Tyssa Negre i Tyssa Blanc, als Carpats prop de Ràkhiv o Rakhovo, a la província de Transcarpàcia, i passa pels estats d'Ucraïna, Hongria, Romania, Eslovàquia i Sèrbia, que és on desemboca al Danubi.
  - (Bódroh o Bódrog (ucraïnès: Бо́дрог, eslovac: Bodrog, hongarès: Bodrog, un riu de 188 km a Eslovàquia i Hongria)
    - Làtorytsia (ucraïnès: Ла́ториця, 188 km), un riu a la província de Zakarpàttia (Ucraïna) i a Eslovàquia, afluent del Bódrog. Neix al poble de Latirka, als Carpats ucraïnesos.
      - (Làborets o Làborec (eslovac: Laborec, pronunciat Làborets; ucraïnès: Ла́борець, Làborets, 129 km, un riu d'Eslovàquia.)
        - Riu Uj (Transcarpàcia) (ucraïnès: Уж; eslovac: Uh; hongarès: Ung, 133 km, 112 a Ucraïna), riu a Transcarpàcia i Eslovàquia oriental, afluent esquerra del Làborets o Làborec, al seu torn afluent del Làtorytsia, al seu torn afluent del Bódrog, al seu torn afluent del Tyssa, que entra al Danubi. El riu Uj dona nom a la ciutat ucraïnesa d'Újhorod, capital de la Transcarpàcia. No s'ha de confondre amb el riu Uj o Uixa, tributari del riu Prýpiat.
- Prut (Прут, 953 km) - afluent esquerra del Danubi, neix als Carpats d'Ucraïna i passa també per Romania i Moldàvia.
- Siret o Seret (Сірет o Серет) afluent esquerra del Danubi. No s'ha de confondre amb el riu Seret, afluent del Dnister.

## Rius principals (conca de lamar d'Azov)
- Síverskyi Donets (Сі́верський Доне́ць, 1053 km). Aquest tributari del riu Don neix a Rússia, al poble de Podolkhi (Подольхи), a l'óblast de Bélgorod, passa uns 40 km abans de travessar la frontera amb Ucraïna, travessa les óblasts de Khàrkiv, Donetsk i Luhansk, després creua la frontera de nou i desemboca al riu Don, a l'óblast de Rostov, Rússia, al sud de Konstantinovsk, a 218 km abans que el Don desemboqui a la mar d'Azov. És el riu més important d'Ucraïna oriental i el quart riu més important d'Ucraïna quant a mida.
- Molotxna (Моло́чна, 197 km) - riu de la província de Zaporíjia, desemboca al seu liman de la mar d'Azov
- Kàlmius (Ка́льміус, 209 km) - riu de l'óblast de Donetsk, desemboca a la mar d'Azov a la ciutat de Mariúpol (Маріуполь).
- Riu Mius (Міу́с, 258 km), neix a l'óblast de Donetsk, passa breument per l'óblast de Luhansk abans de tornar a l'óblast original. Rep les aigües del Krynka, entra a Rússia i desemboca al seu liman a la mar d'Azov.

Tributaris del Síverskyi Donets:
Alguns afluents del Síverskyi Donets a Ucraïna, en ordre orogràfic (des de l'origen fins a la desembocadura, E = afluent esquerra, D = afluent dret):
- Vovtxa o Vovtxi Vody (Во́вча o Во́вчі Во́ди, E, 90 km), neix a Rússia i passa per la província de Khàrkiv. S'uneix al Síverskyi Donets al km 941 abans de la seva desembocadura al riu Don. El riu banya la ciutat de Vovtxansk, entre altres llocs. Un dels seus afluents és el Plotva (Плотва, 36 km).
- Babka o Velika Babka (Бабка, tb. Велика Бабка, D, 42 km), neix prop de l'assentament de tipus urbà de Peremoha. Tot ell transcorre dins el territori de la província de Khàrkiv.
- Uda o Udy (Уда o У́ди, D, 164 km, 127 dels quals a la província de Khàrkiv), neix a Rússia, al poble de Bessónovka (Бессоновка) i passa per l'óblast de Bélgorod abans d'entrar a Ucraïna, província de Khàrkiv. S'uneix al Síverskyi Donets a 825 km de la seva desembocadura al riu Don.
- Moj, també Mja (Мож, tb. Мжа, D, 77 km). Tot ell dins la província de Khàrkiv. S'uneix al Síverskyi Donets a 794 km de la seva desembocadura al riu Don.
- Velykyi Burluk (Великий Бурлук, E, 93 km). Aquest riu de la província de Khàrkiv neix al poble de Malyi Burluk (Малий Бурлук) i s'uneix al Síverskyi Donets a 868 km de la seva desembocadura al riu Don.
- Riu Bereka (річка Берека, ritxka Bereka, D, 82 km, abans 102 km), neix al poble de Bereka (província de Khàrkiv) i s'uneix al Síverskyi Donets a 419 km del seu naixement (i 634 de la seva desembocadura al riu Don), però ara a través de l'últim tram del canal Dniéper-Donbàs (канал Дніпро — Донбас, començat el 1962), construït per unir el Dniéper amb el Síverskyi Donets i així alleugerir el problema de la sobreexplotació del cabal del Síverskyi Donets després de la construcció d'un canal anterior, el canal Síverskyi Donets - Donbàs (Канал Сіверський Донець — Донбас), construït entre el 1955 i el 58 a raó de l'alta industrialització de la zona del Donbàs i les seves grans necessitats d'aigua. A partir de la construcció del canal Dniéper-Donbàs, així, es pot dir que el riu Bereka efectivament desemboca al canal Dniéper-Donbàs, i passa, doncs, d'una llargada de 102 km a una de 82.
- Riu Oskil (Оскіл, E, 436 km), neix a Rússia, a l'óblast de Kursk, passa per la de Bélgorod, després entra a Ucraïna i travessa la província de Khàrkiv. S'uneix al Síverskyi Donets al km 580 abans de la seva desembocadura al riu Don.
- Kazennyi Torets (Казе́нний Торе́ць, D, 129), riu de l'óblast de Donetsk, neix a l'assentament de tipus urbà de Hródivka (Гро́дівка), i entra al Síverskyi Donets a l'assentament de tipus urbà de Raihorodok, prop de la ciutat de Sloviansk i a 537 km del naixement del Síverskyi Donets i a 516 km de la seva desembocadura al riu Don. Banya les ciutats de Sloviansk (Слов'янськ), Kramatorsk (Краматорськ) i Drujkivka (Дружківка).
- Borova (Борова, E, 84 km). Aquest riu de l'óblast de Luhansk neix prop del poble de Kruhle (Кругле).
- Riu Aidar (Айда́р, E, 256 km), afluent esquerra del Síverskyi Donets, neix a Rússia i passa 65 km per l'óblast de Bélgorod abans d'endinsar-se a Ucraïna, on banya l'óblast de Luhansk, passant per la ciutat de Starobilsk (Старобільськ) i els "assentaments de tipus urbans" (смт., transcrit: s.m.t.) de Novoskop (Новопсков) i Novoaidar (Новоайдар).
- Ievsuh (Євсуг, E, 82 km), óblast de Luhansk.
- Luhan (Лугань, D, 198 km), neix prop de la ciutat de Hòrlivka (Го́рлівка), al sistema de pujols de Donetsk (Доне́цький кряж), óblast de Donetsk, i travessa aquesta óblast i la de Luhansk, on banya les ciutats de Pervomaisk (Первомайськ), Kirovsk (Кіровськ), Zymohíria (Зимогір’я), Oleksandrivsk (Олександрівськ) i Luhansk (Луганськ).
- Luhantxyk (Луганчик, "Petit Luhan", D, 83 km). Aquest riu de l'óblast de Luhansk neix prop del poble de Txervona Poliana (Червона Поляна), a l'obaga dels pujols de Donetsk (Доне́цький кряж).
- Aidar (Айда́р, E, 256 km), neix prop del poble de Novoaleksandrivka (Новоалександрівка), província de Bélgorod, Rússia, i després entra a Ucraïna, a l'óblast de Luhansk, on desemboca al Síverskyi Donets a 344 km de la seva desembocadura al riu Don. Banya els assentaments de tipus urbà de Novoskop (Новопсков), Starobilsk (Старобільськ) i Novoaidar (Новоайдар), tots a l'óblast de Luhansk.
- Derkul (Деркул, E)
- Velyka Kàmianka (ucraïnès: Вели́ка Ка́м'янка, transcrit: Velyka Kàmianka; rus: Большая Каменка, transcrit: Bolxàia Kàmienka; D, 118 km, 105 a Ucraïna)

## Rius principals (conca de lamar Bàltica)
- Buh Occidental o Zàkhidnyi Buh (ucraïnès: За́хідний Буг, Zàkhidnyi Buh; belarús: Захо́дні Буг, Zakhodni Buh; polonès: Bug, 813 km), compartit amb Belarús i Polònia, és un tributari del Vístula (Wisła).
- San o Sian (ucraïnès: Сян, Sian; polonès: San, 444 km), tributari del Vístula (Wisła), neix als Carpats, a la província de Lviv, per de seguida endinsar-se a Polònia, on té la majoria del seu curs.

## Centrals hidroelèctriques
La producció elèctrica compta amb moltes centrals hidroelèctriques (abreviades "ГЕС", és a dir, HES, en ucraïnès). El 1988, Ucraïna comptava amb un total de 1077 embassaments.

### Embassaments del Dniéper
Alguns dels més importants pertanyen a la sèrie o "cascada de centrals hidroelèctriques del Dniéper" (Каскад гідроелектростанцій на Дніпрі, Kaskad hidroelektrostantsii na Dniprí, també Дніпро́вський каска́д ГЕС, Dniprovskyi kaskad HES), que corresponen als 6 embassaments del Dniéper: la central hidroelèctrica de Kíiv (Ки́ївська ГЕС, Kíevska HES), a l'embassament de Kíev (Ки́ївське водосхо́вище, Kíevske vodoskhovysxe); la de Kàniv (Ка́нівська ГЕС, Kànivska HES), a l'embassament de Kàniv (Ка́нівське водосхо́вище, Kànivske vodoskhovysxe); la de Krementxuk (Кременчуцька ГЕС, Krementxutska HES), a l'embassament de Krementxuk (Кременчу́цьке водосхо́вище, Krementxutske vodoskhovysxe); la de Dniprodzerjynsk (Дніпродзержи́нська ГЕС, Dniprodzerjynska HES), a l'embassament de Dniprodzerjynsk (Дніпродзержи́нське водосхо́вище, Dniprodzerjynske vodoskhovysxe); la més gran i més antiga, que s'anomena Dniprovska HES o DniproHES (Дніпро́вська ГЕС, ДніпроГЕС, "Hec del Dnièper"), a la ciutat de Zaporíjia, amb el seu embassament (Дніпро́вське водосхо́вище, Dniprovske vodoskhovysxe); i la de Kakhovka (Кахо́вська ГЕС, Kakhovska HES), amb el seu embassament (Кахо́вське водосхо́вище, Kakhovske vodosxovysxe).
Vegeu un mapa de la «cascada de centrals hidroelèctriques del Dniéper» a la pàgina de Encyclopedia of Ukraine (anglès)